# Petit-Auverné
Petit-Auverné – miejscowość i gmina we Francji, w regionie Kraj Loary, w departamencie Loara Atlantycka.
Według danych na rok 2010 gminę zamieszkiwały 433 osoby, a gęstość zaludnienia wynosiła 18 osób/km².